# Arthur Kinoy
Arthur Kinoy (Nova York, 20 de setembre de 1920 - 19 de setembre de 2003) va ser un advocat estatunidenc i defensor del Moviment afroamericà pels drets civils contra la segregació racial, a més d'exercir la defensa d'Ethel i Julius Rosenberg des de 1951, els quals van ser finalment condemnats per «espionatge atòmic» i executats el 19 de juny de 1953. També va ser professor de Dret a la Rutgers Law School de 1964 a 1999 i un dels fundadors el 1966 del Center for Constitutional Rights, fent-se càrrec de nombrosos casos davant del Tribunal Suprem dels Estats Units.
Kinoy va ser l'advocat del sindicat United Electrical, Radio and Machine Workers of America, classificat a la dècada del 1950 pel Senate Subcommittee on Internal Security com un sindicat «controlat pels comunistes». També va exercir d'advocat de la Lliga Juvenil Comunista dels Estats Units i de la Unió Americana per les Llibertats Civils, a més de representar persones perseguides pel Comitè d'Activitats Antiamericanes i ser un dels fundadors de Women's Rights Law Reporter, la primera publicació periòdica jurídica dedicada als drets de les dones.